# Ziegelrückenkanker

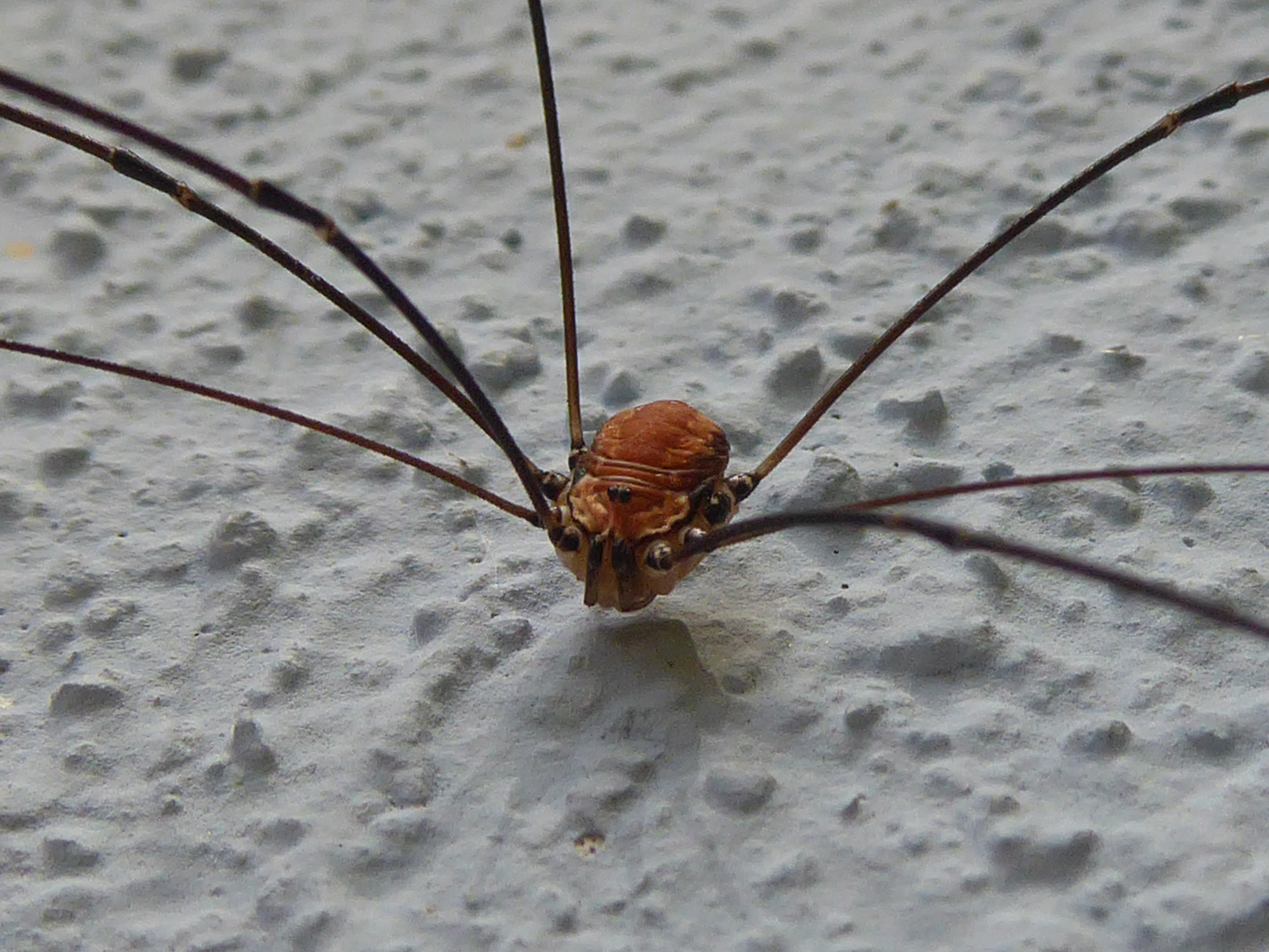
Ein männliches Tier

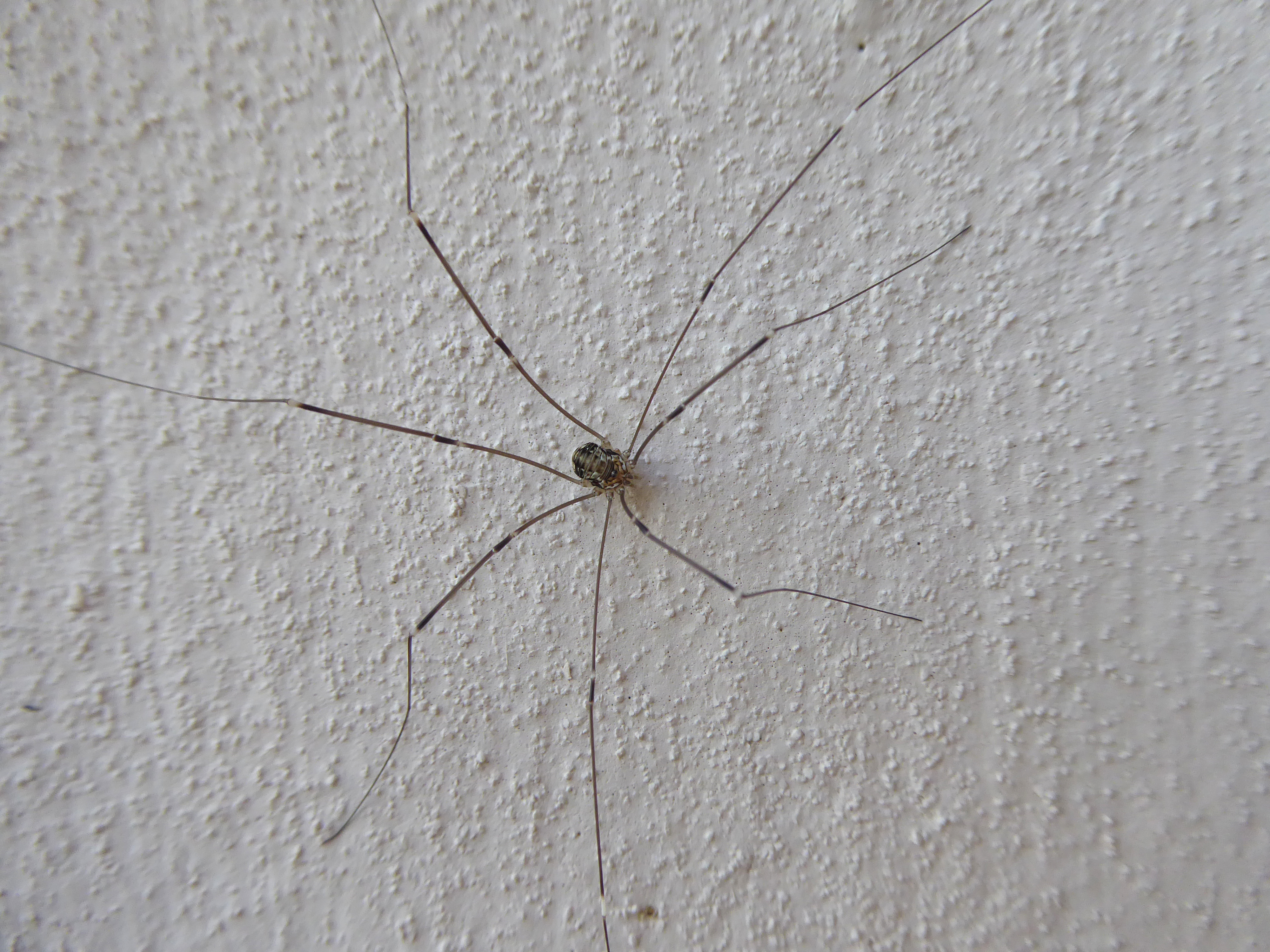
Auffällig sind die besonders langen Beine der Art

Der Ziegelrückenkanker (Leiobunum limbatum) ist eine Art der Weberknechte und in Europa, hauptsächlich rund um die Alpen, beheimatet.

## Merkmale
Die Körperlänge der Weibchen beträgt 5–7 mm, die der Männchen 4–5 mm. Die Art ist sehr langbeinig, selbst für einen Weberknecht. Männchen sind hell ziegelrot gefärbt, mit einem schwach abgehobenen und breiten, dunkleren Sattel. Die Augen sind dunkel umrandet. Die Weibchen sind rotbraun gefärbt mit dunklen Flecken, grauen Querstreifen und einer undeutlichen Sattelzeichnung. Vor dem Augenhügel sind sie hell gefärbt, mit dunklen Flecken. Die Beine sind dunkel gefärbt, fast schwärzlich, die Femora sind fein bedornt. Auf den Femora und den Tibien finden sich weiße Ringflecken.

## Verbreitung und Lebensraum
Das Verbreitungsgebiet der Art liegt hauptsächlich in Mitteleuropa, den Verbreitungsschwerpunkt bilden die Alpen. Im Norden kommt die Art bis zu den Küstengebieten Deutschlands vor, ist jedoch meistens weiter südlich zu finden, nämlich südlich der Norddeutschen Tiefebene. Hier ist sie im übrigen Deutschland verbreitet, westlich davon bis in den Osten Frankreichs, östlich davon bis nach Polen, Tschechien und in die Slowakei. Südlich davon wird ein Großteil der Alpen besiedelt, mit Ausnahme der südwestlichsten Teile. Hier lebt die Art in der Schweiz, im angrenzenden Frankreich, in Österreich, Slowenien und dem Norden Italiens, wo die Art südlich fast bis zum Po lebt. Einzelne Populationen finden sich auch südlich davon in den nördlichsten Teilen des Apennin. Darüber hinaus bildet die Art noch isolierte Vorkommen in Großbritannien, Schweden und Norwegen, ist hier aber nur selten zu finden.
Die Art lebt vor allem im Bergland und den Vorgebirgen rund um die Alpen und nördlich davon meist in den Mittelgebirgen. Als Lebensraum dienen hier sowohl feuchtere als auch trockenere Wälder, die Felswände – gerne Kalkfelsen – oder feste Erdhänge aufweisen. Sie findet sich meist in der Nähe von Felsen oder Mauern, so auch in Städten (z. B. München), kommt aber auch an Bächen und Flüssen vor. Im Gebirge steigt die Art bis in 2000 m Höhe. In diesen Höhen finden sich in den Alpen auch weitere Arten der Weberknechte, wie beispielsweise das Gebirgsgroßauge oder der Gletscherweberknecht. In den Städten Süddeutschlands gehört die Art mit zu den häufigsten Weberknechten und übersteigt sogar die Populationsdichten des Wandkankers oder des nah verwandten Leiobunum hemisphaericum. Hier kommt die Art häufig an Gebäuden oder in Gärten vor.

## Lebensweise
Tagsüber ruht die Art in Höhlungen, Nischen und auf Wänden. Sie ist sehr gesellig und oft in dichten Klumpen (Aggregationen) von bis zu 50 Tieren zu finden, die bei Störung in wallende Bewegung kommen und sich kurz darauf auflösen, indem die einzelnen Tiere auseinanderrennen. Dieses Verhalten ist am auffälligsten im Herbst und Spätherbst zu beobachten. Wenig später sterben die adulten Tiere, die Eier oder Jungtiere überwintern dagegen. In den Alpen finden sich zwei Entwicklungszyklen, bei denen das Auftreten der reifen Individuen um wenige Monate versetzt ist. Die eine Generation findet sich von März bis November – bei ihnen schlüpfen die Jungtiere ab dem Spätsommer und überwintern. Bei der zweiten Generation finden sich reife Individuen von Juli bis Ende Dezember – bei ihnen überwintern die Eier. Vor dem Paarungsakt betasten die Weibchen den Penis der Männchen.

## Taxonomie
Ein Synonym der Art lautet Leiobunum purpurissatum L.Koch, 1869.